# Green Islands
Die Green Islands (deutsch Grüne Inseln, ursprünglich Sir Charles Hardy Islands oder Caymana-Inseln) sind eine Gruppe von zwei Atollen im zentralen Pazifischen Ozean. Politisch gehören die beiden Atolle zur autonomen Region Bougainville des Inselstaates Papua-Neuguinea und bilden dort die LLG (Local Level Government) Nissan.

## Geographie
Die Green Islands bestehen aus dem kleineren Atoll Pinipel im Nordwesten und dem größeren Atoll Nissan im Südosten, die nur zwei Kilometer voneinander entfernt liegen.
Die Atolle liegen geographisch zwischen dem Bismarck-Archipel im Nordwesten und den Salomon-Inseln im Südosten. Die Entfernung zur Insel Neuirland im Westen beträgt 110 km, zu den Feni-Inseln im Nordwesten 58 km und zur Bougainville vorgelagerten Insel Buka im Südosten 63 km. Die gesamte Landfläche beträgt rund 45 km², Hauptinsel ist Nissan im gleichnamigen Atoll. Die Green Islands haben insgesamt 5725 Einwohner (Zensus 2000), davon leben 4824 auf Nissan und 901 auf Pinipel.
In geologischer Hinsicht sind die Atolle Nissan und Pinipel die über den Meeresspiegel ragenden Teile des gleichen Seamounts. Sie bilden also ein Doppelatoll.
Die Atolle wurden 1616 von dem niederländischen Seefahrer Jacob Le Maire entdeckt. In der deutschen Kolonialzeit existierte auf Nissan eine Händlerstation.

## Einzelnachweise

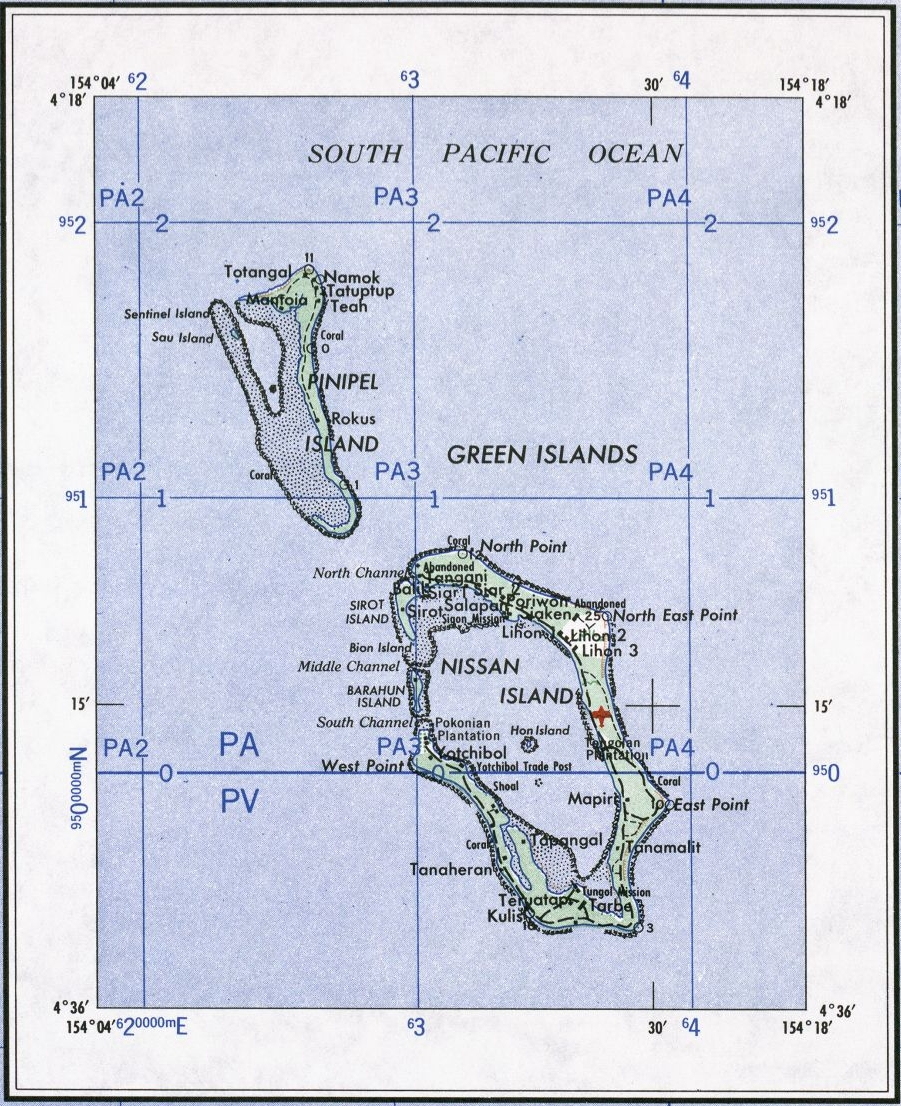
Topographische Karte der Green Islands